# Показатель короткости
Показатель короткости — это числовой параметр семейства графов, который показывает, насколько далеки от гамильтоновости могут быть графы семейства. Интуитивно, если {\displaystyle e} является показателем короткости графа семейства {\displaystyle {\mathcal {F}}}, тогда любой граф с {\displaystyle n} вершинами имеет цикл длины, близкой к {\displaystyle n^{e}}, но некоторые графы не имеют более длинные циклы. Более точно, для любого упорядочения графов в {\displaystyle {\mathcal {F}}} в последовательность {\displaystyle G_{0},G_{1},\dots }, и функции {\displaystyle h(G)}, определённой как длина наибольшего цикла в графе {\displaystyle G}, показатель короткости определяется как
{\displaystyle \liminf _{i\to \infty }{\frac {\log h(G_{i})}{\log |V(G_{i})|}}.}
Это число всегда находится в интервале от 0 до 1. Показатель равен 1, если графы семейства всегда содержат гамильтонов или близкий к гамильтонову цикл, и 0, если наибольшая длина циклов в графах семейства может быть меньше любой постоянной степени от числа вершин.
Показатель короткости полиэдральных графов равен {\displaystyle \log _{3}2\approx 0,631}. Построение, основанное на многогранниках Кли, показывает, что некоторые полиэдральные графы имеют наибольший цикл длиной {\displaystyle O(n^{\log _{3}2})}, и было также доказано, что любой полиэдральный граф содержит цикл, длиной {\displaystyle \Omega (n^{\log _{3}2})}. Полиэдральные графы — это графы, которые одновременно являются планарными и вершинно 3-связными. Факт вершинной 3-связности здесь важен, поскольку существует множество вершинно 2-связных планарных графов (таких как полные двудольные графы {\displaystyle K_{2,n}}) с показателем короткости 0. Есть много дополнительных результатов относительно показателя короткости ограниченных подклассов планарных и полиэдральных графов.
Вершинно 3-связные кубические графы (без требования планарности) также имеют показатель короткости, который (как было показано) лежит строго между 0 и 1.